# Bivše djevojčice, bivši dječaci – Unplugged live u Lisinskom
Bivše djevojčice, bivši dječaci – Unplugged live u Lisinskom četvrti je album uživo grupe Crvena jabuka. Sav materijal snimljen je na koncertu 18. veljače 2014. u dvorani Vatroslav Lisiniski u Zagrebu. Gosti ovog koncerta bili su Kemal Monteno, Saša Lošić i mnogi drugi.
Album je objavljen na dvostrukom CD-u u nakladi Croatia Records.

## Pozadina
U ljeto 2013. grupa je objavila album Nek' bude ljubav. Na tom albumu, nakon 22 godine, Crvena jabuka snimila je duet s Kemalom Montenom. Dana 8. studenoga 2013. godine izašao je box set u okviru edicije Original Album Collection.

## Koncert
Koncertom u Zagrebu u dvorani Lisinski, Crvena jabuka započela je seriju koncerata koje je obogatila poznatim hitovima, ali u unplugged aranžmanu. Jabuka i prijatelji digli su zagrebačku publiku na noge svirajući i pjevajući gotovo četiri sata. Publika je s uživanjem slušala Kemala Montena, Željka Bebeka, klapu Luka Ploče, Antoniju Šolu, Žigu i Bandiste i Sašu Lošića i svakoga od njih ispratila ovacijama.
U Orkestru za zaljubljene, uz članove sastava, svirali su i sami virtuozi: Emil Gabrić - violina, Miro Navračić - harmonika, nekadašnji članovi grupe, gitaristi Igor Ivanović i Nikša Bratoš na gitari i klarinetu, Ante Gelo - gitara i mandolina, Branimir Mihaljević - klavir i hammond, Tomislav Tržan – udaraljke, kao posebno iznenađenje, tada 13-godišnji Matej Mihaljević na violini.

## Vanjske poveznice
Bivše Djevojčice Bivši Dječaci - Unplugged Live U Lisinskom na Discogsu